# Nick Offerman
Nicholas David Offerman, ameriški igralec, producent, pisatelj in komik * 26. junij 1970 Joliet, Ilionis, ZDA.                                                                                                                  
Offerman je najbolj znan po igranju vloge Rona Swansona v sitkomu NBC Park in Rekreacija, za katerega je prejel nagrado združenja televizijskih kritikov za posamezne dosežke v komediji in bil dvakrat nominiran za televizijsko nagrado Critics 'Choice za najboljšega stranskega igralca v komediji Serije. Offerman je znan tudi po vlogi v filmu Ustanovitelj, v kateri je upodobil Richarda McDonalda, enega od bratov, ki je razvil verigo hitre prehrane McDonald's. Njegova prva večja televizijska vloga po koncu Parkov in rekreacije je bila Karl Weathers v seriji FX Fargo, za katero je prejel nominacijo za najboljšo stransko moško vlogo v filmu / miniseriji za kritiško nagrado. Offerman je od leta 2018 skupaj z Amy Poehler vodil resničnostno tekmovalno serijo NBC, Making It.
Offerman je bil izvršni producent filma Jutrišnja hiša, v katerem je tudi igral. Priskrbel je glasovna dela za filme Lego film, Hotel Transilvanja 2, Zapoj, Ledeno kraljestvo: Trk in Lego Film 2: Drugi del. Nazadnje je Offerman na Netflixu gostil igralce iz filma Dober izlet: pustolovščine v psihedeliki.
Offerman je poročen z igralko Megan Mullally.